# TayNew Meal Date
TayNew Meal Date (tiếng Thái: กินกัน กับ เต - นิว; Kinkan Kap Tay - Niw; lit. Eat Together with Tay and New) là một web series Thái của GMMTV dẫn dắt bởi Tawan Vihokratana (Tay) và Thitipoom Techaapaikhun (New), cặp diễn viên chính trong Dark Blue Kiss (2019), được phát sóng đồng thời trên YouTube và LINE TV.
Mỗi tập sẽ có một địa điểm và nhà hàng khác nhau nơi mà Tay và New sẽ thưởng thức và đánh giá một số món ăn ẩm thực. Chương trình được phát sóng ngày 30 tháng 11 năm 2018 và được phát sóng vào ngày cuối cùng mỗi tháng. Tập cuối cùng phát sóng ngày 26 tháng 12 năm 2019.
Ngày 27 tháng 5 năm 2020, năm tháng sau khi chương trình chiếu mạng kết thúc và ngay giữa đại dịch COVID-19, GMMTV phát hành tập đặc biệt cùng với tour ẩm thực ảo nơi mà họ có thể đánh giá món ăn từ nhà hàng của những người bạn tại GMMTV.

## Tập
| TT. | Tiêu đề | Ngày phát sóng gốc   | Ref.   |
| --- | --- | -------------------- | ------ |
| 1 | "#TheEndOfDessertsLover" | 30 tháng 11 năm 2018 | [ 7 ]  |
| Tay và New đến The EmQuartier để ăn và đánh giá các món thịt và tráng miệng.                                                                   | |                      |        |
| 2 | "Late Night Meal Date" | 25 tháng 12 năm 2018 | [ 8 ]  |
| Tay và New đến Ari (Aree) với buổi hẹn hò tráng miệng vào đêm muộn.                                                                            | |                      |        |
| 3 | "is sweeter than dessert ..." | 31 tháng 1 năm 2019  | [ 9 ]  |
| Tay và New ăn và đánh giá món tráng miệng tại 3 cửa tiệm cà phê tráng miệng.                                                                   | |                      |        |
| 4 | "ดอกไม้เด็ด เสร็จ "เต - นิว" (dịch n.đ. The flowers are complete "Tay-New")"                                                                        | 28 tháng 2 năm 2019  | [ 10 ] |
| Tay và New những địa điểm thú vị để ăn những món có hoa trong ngày lễ tình nhân.                                                               | |                      |        |
| 5 | "Special ของดีที่ธนบุรี (dịch n.đ. Special good stuff at Thonburi)"                                                                                  | 15 tháng 3 năm 2019  | [ 11 ] |
| Đối với tập đặc biệt, cùng Tay và New tìm ra những món giá cả phải chăng tại Thonburi.                                                         | |                      |        |
| 6 | "สายหวานหลบไป สาย Healthy มาแล้ว (dịch n.đ. Sweet line has gone to healthy line)"                                                                | 31 tháng 3 năm 2019  | [ 12 ] |
| Không có món ăn ngọt vì Tay và New sẽ có chuyến ẩm thực lành mạnh.                                                                             | |                      |        |
| 7 | "Do You Dare Eat This?" | 30 tháng 4 năm 2019  | [ 13 ] |
| Tay và New sẽ chọn những món ăn nhưng liệu họ có can đảm để ăn?                                                                                | |                      |        |
| 8 | "กินญวนชวนฟิน (dịch n.đ. Eat Vietnamese)" | 31 tháng 5 năm 2019  | [ 14 ] |
| Tay và New học về lợi ích sức khỏe của việc ăn món ăn Việt.                                                                                    | |                      |        |
| 9 | "กินกันกินไกล หนีไปกินถึง Japan (dịch n.đ. Eat, eat far, escape to eat in Japan)"                                                                     | 30 tháng 6 năm 2019  | [ 15 ] |
| Tay và New trong một chuyến ẩm thực tại Nhật Bản nơi mọi người tụ họp cùng nhau ăn tối kiểu Nhật với nghệ sĩ đồng nghiệp GMMTV của họ.         | |                      |        |
| 10 | "ท้องก็ต้องอิ่ม รูปก็ต้องได้ (dịch n.đ. The stomach must be full)"                                                                                       | 31 tháng 7 năm 2019  | [ 16 ] |
| Xe của New bị hỏng, Tay và New phải bắt taxi để tiếp tục chuyến phiêu lưu ẩm thực.                                                             | |                      |        |
| 11 | "This meal have two tumultuous guests to eat in Hong Kong"                                                                                      | 31 tháng 8 năm 2019  | [ 17 ] |
| Perawat Sangpotirat (Krist) và Prachaya Ruangroj (Singto) cùng với Tay và New du lịch đến Hồng Kông cho buổi KristSingto x TayNew Fan Meeting. | |                      |        |
| 12 | "กินกันแบบ Outdoor (dịch n.đ. Outdoor eating)" | 30 tháng 9 năm 2019  | [ 18 ] |
| Lần này, Tay và New sẽ không mua thức ăn và sẽ tự nấu bữa ăn hữu cơ từ trang trại hữu cơ Patom.                                                | |                      |        |
| 13 | "3 ร้านโลกเวทมนตร์ Halloween นี้ห้ามพลาด (dịch n.đ. 3 magic shops this Halloween not to miss)"                                                       | 31 tháng 10 năm 2019 | [ 19 ] |
| Halloween đang đến gần, Tay và New sẽ ghé 3 nhà hàng mang chủ đề phép thuật để tìm món ngon để thử.                                            | |                      |        |
| 14 | "รวมเมนูดั้งเดิมของเกาหลีใต้ (dịch n.đ. Includes traditional South Korean dishes)"                                                                    | 30 tháng 11 năm 2019 | [ 20 ] |
| Tay và New du lịch đến Hàn Quốc nơi họ sẽ thử nhiều món truyền thống Hàn và ghé thăm Cung Cảnh Phúc nổi tiếng.                                 | |                      |        |
| 15 | "กินกันต่อยังไม่หยุด ไปให้สุดที่เกาหลี (dịch n.đ. Continue to eat, don't stop. Go all the way to Korea.)"                                                  | 26 tháng 12 năm 2019 | [ 21 ] |
| Nối tiếp tập 14, Tay và New tiếp tục chuyến ẩm thực tại Hàn Quốc bằng cách thử nhiều loại ẩm thực Hàn khác trước khi về nhà.                   | |                      |        |
| Special EP.1 | "เต - นิวกินเก่ง VS พ่อค้าขายเก่ง (dịch n.đ. Tay-New eat well VS Good salesman)"                                                                      | 27 tháng 5 năm 2020  | [ 6 ]  |
| Trở và cùng ăn với Tay và New bằng cách đặt và đánh giá món ăn từ nhà hàng của các diễn viên tại GMMTV.                                        | |                      |        |
| Special EP.2 | "จุกๆ ก่อนนอน ขออิ่มท้องกับร้านระดับตำนาน (dịch n.đ. Before going to bed, let's fill our stomach with the legendary restaurant)"                        | 13 tháng 11 năm 2020 | [ 22 ] |
| Sau một ngày làm việc, Tay và New đi đến nhà hàng huyền thoại thực đơn với tương ớt cho bữa tối thịnh soạn.                                    | |                      |        |
| Special EP.3 | "ย้อนวันวาน เดินตลาดโต้รุ่งองค์พระปฐมเจดีย์ งานนี้กินแบบจุกๆ (dịch n.đ. Go back yesterday, walk the night market at Phra Pathom Chedi. Eat like this work.)" | 11 tháng 12 năm 2020 | [ 23 ] |
| Tay và New đến chợ đêm Phra Pathom Chedi ở Nakhon Pathom.                                                                                      | |                      |        |
| Special EP.4 | "เจริญอาหาร กับ เป๊ปซี่ อร่อยเต็มที่ 24 เมนู! (dịch n.đ. Have a good appetite with Pepsi)"                                                                | 18 tháng 10 năm 2021 | [ 24 ] |
| Tay và New thưởng thức 3 bữa ăn cùng với Jennie Panhan và Bookko. (Tài trợ bởi Pepsi)                                                          | |                      |        |
| Special EP.5 | "มื้อนี้กินเต็มอิ่มที่ The Mall Lifestore ท่าพระ (dịch n.đ. The Mall Life of Store Thapra)"                                                                | 18 tháng 10 năm 2021 | [ 25 ] |
| Tay và New tại trung tâm thương mại The Mall Life of Store Thapra.                                                                             | |                      |        |
| Special EP.6 | "ทำยำ 4 ไข่ ให้แม่ชิ แม่ก๊อตจิ ได้ลองกิน!" | 22 tháng 7 năm 2022  | [ 26 ] |
| Tay và New tại Lofter: Central Chidlom (Tài trợ bởi Ajinomoto)                                                                                 | |                      |        |
| Special EP.7 | "สมคำร่ำลือ! อร่อยทุกอย่างที่ตลาด อ.ต.ก." | 22 tháng 7 năm 2022  | [ 27 ] |
| Tay và New tại chợ Or Tor Kor (Tài trợ bởi Suzuki)                                                                                             | |                      |        |
| Japan P.1 | "Meal Date in Japan Part 1 (dịch n.đ. Meal Date tại Nhật Bản phần 1)"                                                                           | 15 tháng 12 năm 2022 | [ 28 ] |
| Tay và New tham quan Gundam Factory Yokohama và Yokohama Air Cabin                                                                             | |                      |        |
| Japan P.2 | "Meal Date in Japan Part 2 (dịch n.đ. Meal Date tại Nhật Bản phần 2)"                                                                           | 20 tháng 12 năm 2022 | [ 29 ] |
| Tay và New thưởng thức buổi tối tại Yokohama.                                                                                                  | |                      |        |
| Special EP.10 | "บรรทัดทองมีแต่ของเด็ดๆ" | 23 tháng 1 năm 2023  | [ 30 ] |
| Special EP.11 | "ครัว เต-นิว แตกไม่เกินจริง!" | 10 tháng 5 năm 2023  | [ 31 ] |
| Special EP.12 | "พาลงเรือกินก๋วยเตี๋ยวแบบ Local & Premium จะแซ่บสักแค่ไหน (dịch n.đ. Đi ăn mì thuyền Local & Premium sẽ ngon như thế nào)"                              | 17 tháng 7 năm 2023  | [ 32 ] |
| Special EP.13 | "แซ่บทั้งอาหารทั้งคน! เต - นิว ขอวัดฝีปาก เจ๊กบ บางลำพู"                                                                                                  | 31 tháng 7 năm 2023  | [ 33 ] |

## Sản xuất
Trước khi phát hành, Thitipoom Techaapaikhun (New) tiết lộ rằng tiêu đề gốc của chương trình chiếu mạng tên là "นิวหิว" (RTGS: Niw Hiw, dịch n.đ. New đói bụng) nơi mà anh sẽ đi đến những nhà hàng khác nhau và nói về món ăn họ đã chọn. Trong khi ghi hình buổi đầu tiên, anh cảm thấy nhạt nhẽo và anh cần một ai đó bàn về mức calo và công thức của món ăn. Anh đã mời Tawan Vihokratana (Tay) đã trở thành khách mời trong tập phát sóng đầu tiên và ngay sau đó chỉnh sửa hậu kỳ hoàn thành, nhà sản xuất quyết định đổi chương trình dành cho hai người với tiêu đề "กินกัน กับ เต - นิว" (RTGS: Kinkan Kap Tay - Niw).